# 周撫 (東晋)
周 撫（しゅう ぶ、元康2年（292年） - 興寧3年6月16日（365年7月20日））は、東晋の軍人。字は道和。廬江郡尋陽県の出身。本貫は汝南郡安成県。父は東晋の安南将軍周訪。子は東晋の冠軍将軍周楚。王敦の乱では王敦側で戦ったが、朝廷に降伏した後は東晋の勢力拡大に貢献し、長年にかけて益州刺史として益州に安定をもたらした。

## 生涯
西晋時代、父の周訪が南中郎将に任じられるとこれに従った。
建興3年（315年）8月、平南将軍荀崧が守っていた宛城が西晋に反乱を起こした杜曾に攻囲された。荀崧側は兵糧が少なく、荀崧は娘の荀灌に、襄城郡太守石覧と周訪に救援を求めるよう命じた。荀灌は数十人を率いて敵の包囲を突破、石覧と周訪に救援を求めた。周訪は周撫に3千の兵を率いさせ、石覧と合流して宛城の救援に向かわせた。杜曾軍は援軍が来たのを聞くと、包囲を解いて逃走した。
西晋が滅びたのちは東晋に仕え、丞相掾に任じられた。
大興3年（320年）8月、父の周訪が亡くなると、喪に服すため官職を辞した。喪が明けた後、周訪の爵位である尋陽県公を嗣ぎ、新たに鷹揚将軍・武昌郡太守に任じられた。
大将軍王敦から従事中郎に任じられた。
永昌元年（322年）5月、鎮南大将軍甘卓が殺害された後、王敦から都督沔北諸軍事・南中郎将に任じられ、沔中に鎮した。
諸葛瑶・鄧嶽・李恒・謝雍とともに王敦の爪牙とされた。
前将軍に任じられた。王敦の乱では、2千の兵を率いて王敦側として戦った。
太寧2年（324年）7月、周撫は驃騎大将軍王含・参軍銭鳳・冠軍将軍鄧嶽ら水陸5万の兵を率いて、建康へと進軍した。
弟の尋陽郡太守周光が周撫の元にやってきた。周光は「王公（王敦）は既に死にました。兄上は何のために銭鳳のような賊とともにいるのですか」と言った。これを聞いた者たちは、王敦が死んだと聞いて愕然とした。
9月、王敦側は敗れ、周撫は鄧嶽とともに逃走を図った。尋陽郡太守周光は、遣いを送って密かに鄧嶽を捕えるよう伝えた。周撫は怒って「我と伯山（鄧嶽の字）は共に滅ぶのだ。我にそのようなことはできぬ」と拒否した。
鄧嶽がやってきて、周撫はこれを出迎えた。周撫は「速やかに去ることはない。今は親兄弟でさえ危ういのだ。ましてや他人ならなおさらだ」と言った。鄧嶽は舟を走らせ、周撫とともに西陽蛮の中へ入り、王の向蚕の保護を受けた。
太寧3年（325年）、周撫と鄧嶽は出頭し、死を免れ、禁錮を命じられた。
咸和元年（326年）、司徒王導から従事中郎に任じられた。寧遠将軍・江夏相に任じられた。
蘇峻の乱では、兵を率いて江州刺史温嶠に従い、反乱鎮圧に貢献した。平定後、南中郎将・監沔北諸軍事に任じられ、襄陽に鎮した。
咸和5年（330年）9月、後趙の監軍郭敬・南蛮校尉董幼が騎兵を率いて襄陽に侵攻した。しかし、郭敬は樊城へ退いた。怪訝に思った周撫は敵の様子を調べさせた。その結果、大軍で襄陽を攻められると怖れた周撫は配下らを率いて武昌へ逃走した。これにより官職を免ぜられた。
振威将軍・豫章郡太守に任じられた。
建元元年（343年）4月、征西将軍庾翼に従い、西陽郡太守曹拠とともに成漢の皇帝李寿討伐に向かい、成漢の将の李恒を江陽で破った。
永和元年（345年）、毌丘奥に代わり、仮節・監巴東諸軍事・益州刺史に任じられた。
征虜将軍・都督寧州諸軍事に任じられた。
永和2年（346年）11月、安西将軍桓温に従い、輔国将軍司馬無忌・建武将軍袁喬とともに成漢討伐に向かった。桓温の上表により、都督梁州漢中巴西梓潼陰平四郡諸軍事を加えられた。
永和3年（347年）4月、元成漢の尚書僕射王誓・鎮東将軍鄧定・平南将軍王潤・将軍隗文らが挙兵した。桓温は周撫に彭模に鎮させて、討伐を命じた。周撫は鄧定・隗文らを破り、王誓・王潤を討ち取って反乱を鎮圧した。功により、平西将軍に任じられた。
永和5年（349年）4月、鄧定・隗文らが再び反乱を起こし、元成漢の丞相范賁を皇帝とした。龍驤将軍朱燾とともに范賁を討ち取り、益州を平定した。功により、建城県公に封じられた。
永和8年（352年）2月、反乱を起こし、益州牧を自称する蕭敬文の討伐に当たった。桓温は督護鄧遐を援軍に差し向けた。周撫らは蕭敬文が拠る涪城を攻めたが、攻略できずに撤退した。
戦いは8月まで及び、桓温は梁州刺史司馬勲を援軍に差し向けた。周撫らは涪城を攻略、降伏した蕭敬文を斬り、首級を建康に送った。
升平年間に鎮西将軍に任じられた。
使持節・都督益寧二州諸軍事に任じられた。
興寧3年6月戊子（365年7月20日）、亡くなった。征西将軍を贈位され、襄と諡された。子の周楚が嗣いだ。

## 人物・逸話
- 意志の強固さは父の周訪を思わせるが、将帥としては及ばなかったと評されている[6]。
- 周撫は益州に30年余も滞在し、威光と恩恵をもって治めた[7]。
- 司馬勲は益州に割拠する野望があったが、周撫の存在を怖れて実行できなかった。周撫の死後、憂いがなくなった司馬勲は反乱を起こした[7]。
- 書聖として名高い王羲之と親交を結んでいた。草書で書かれた『十七帖』『遊目帖』は周撫に宛てた書翰が多数を占め、内容からかなり打ち解けた間柄だったことが窺い知れる[8]。